# Celithemis verna
Celithemis verna là loài chuồn chuồn trong họ Libellulidae. Loài này được Pritchard mô tả khoa học đầu tiên năm 1935.